# Аранча Санчез Викарио
Арансасу (Аранча) Исабел Марија Санчез Викарио (шп. Aránzazu (Arantxa) Isabel Maria Sánchez Vicario; Барселон, 18. децембар 1971) је бивша професионална тенисерка из Шпаније. Током своје каријере, освојила је четири Гренд слем титуле појединачно, шест у игри женских парова и четири у игри мешовитих парова.

## Биографија
Почела је да игра тенис са четири године угледавши се на своју браћу Емилија и Хавијера који су такође били професионални тенисери.
Изненадила је тениски свет када је 1989. године, као седамнаестогодишњакиња, освојила Ролан Гарос победивши у финалу тада прву играчицу на ранг листи Штефи Граф.
Најуспешнију годину у каријери имала је 1994. када је освојила 8 турнира, укључујући Ролан Гарос и УС Опен. На свим Гренд слем турнирима у својој каријери била је најмање по два пута у финалу. Њен однос победа и пораза у финалима Гренд слем турнира је 4-8 (против Граф и Селеш 3-7). Последњу Гренд слем титулу освојила је у Паризу 1998. године.
Прво место на светској ранг листи заузела је 1995. године где се задржала 12 седмица. Након Мартине Навратилове она је прва играчица која је истовремено била прва тенисерка света на ВТА листи у појединачној конкуренцији и паровима.
Године 1991. помогла је шпанској репрезентацији у освајању Фед купа, када су у финалу били бољи од америчких тенисерки. Била је и члан шпанске Фед куп репрезентације када су 1993, 1994. 1995. и 1998. године поново биле најбоље. И данас је играчица с највише победа у Фед куп такмичењима (72).
Два пута је освојила Хопман куп. Први пут 1990. године са својим братом Емилиом, а други пут 2002. године када јој је партнер био Томи Робредо.
Такмичила се два пута на Олимпијским играма, 1992. у Барселони и 1996. у Атланти. Освојила је 2 сребрне и 2 бронзане медаље.
Своју каријеру је завршила са 29 појединачних титула и 69 титула у паровима. У 2005. години, амерички Тенис Магазин ју је сврстао на 27. место листе „40 највећих тенисера тениске ере“.

## Резултати Аранче Санчез Викарио

### Победе у финалу појединачно (29)
| Бр. | Датум    | Турнир                                | Катего- рија | Наградни фонд $ | Подлога      | Противница          | Резултат            |
| --- | -------- | ------------------------------------- | ------------ | --------------- | ------------ | ------------------- | ------------------- |
| 1   | 11/07/88 | Белгија опен, Брисел                  | V            | 75000           | земља (от.)  | Рафаела Ређи        | 6-0, 7-5            |
| 2   | 24/04/89 | Шпанија опен, Барселона               | V            | 100000          | земља (от.)  | Хелен Келеси        | 6-2, 5-7, 6-1       |
| 3   | 29/05/89 | Роланд Гарос, Париз                   | Гренд слем   | 1875000         | земља (от.)  | Штефи Граф          | 7-6(6), 3-6, 7-5    |
| 4   | 23/04/90 | Шпанија опен, Барселона               | IV           | 150000          | земља (от.)  | Изабел Куето        | 6-4, 6-2            |
| 5   | 16/07/90 | Турнир у Њупорту, Њупорт              | III          | 225000          | Трава (от.)  | Jo Durie            | 7-6(2), 4-6, 7-5    |
| 6   | 19/08/91 | Турнир у Вашингтону, Вашингтон        | II           | 350000          | Тврда (от.)  | Катарина Малејева   | 6-2, 7-5            |
| 7   | 09/03/92 | Мајами опен, Ки Бискејн               | I            | 800000          | Тврда (от.)  | Габријела Сабатини  | 6-1, 6-4            |
| 8   | 17/08/92 | Канада опен, Монтреал                 | I            | 550000          | Тврда (от.)  | Моника Селеш        | 6-3, 4-6, 6-4       |
| 9   | 08/03/93 | Мајами опен, Key Biscayne             | I            | 900000          | Тврда (от.)  | Штефи Граф          | 6-4, 3-6, 6-3       |
| 10  | 05/04/93 | Турнир Амелија Ајланд, Амелија Ајланд | II           | 375000          | земља (от.)  | Габријела Сабатини  | 6-2, 5-7, 6-2       |
| 11  | 19/04/93 | Шпанија опен, Барселона               | II           | 375000          | земља (от.)  | Кончита Мартинез    | 6-1, 6-4            |
| 12  | 26/04/93 | Турнир у Хамбургу, Хамбург            | II           | 375000          | земља (от.)  | Штефи Граф          | 6-3, 6-3            |
| 13  | 04/04/94 | Турнир Амелија Ајланд, Амелија Ајланд | II           | 400000          | земља (от.)  | Габријела Сабатини  | 6-1, 6-4            |
| 14  | 18/04/94 | Шпанија опен, Барселона               | II           | 400000          | земља (от.)  | Ива Мајоли          | 6-0, 6-2            |
| 15  | 25/04/94 | Турнир у Хамбургу, Хамбург            | II           | 400000          | земља (от.)  | Штефи Граф          | 4-6, 7-6(3), 7-6(6) |
| 16  | 23/05/94 | Роланд Гарос, Париз                   | Гренд слем   | 3561928         | земља (от.)  | Мери Пирс           | 6-4, 6-4            |
| 17  | 15/08/94 | Канада опен, Монтреал                 | I            | 750000          | Тврда (от.)  | Штефи Граф          | 7-5, 1-6, 7-6(4)    |
| 18  | 29/08/94 | УС опен, Флешинг Медоуз               | Гренд слем   | 3900000         | Тврда (от.)  | Штефи Граф          | 1-6, 7-6(3), 6-4    |
| 19  | 19/09/94 | Турнир у Јапану, Токио                | II           | 400000          | Тврда (от.)  | Еми Фрејзер         | 6-1, 6-2            |
| 20  | 31/10/94 | Bank of the West Classic, Окланд      | II           | 400000          | Тепих (зат.) | Мартина Навратилова | 1-6, 7-6(5), 7-6(5) |
| 21  | 24/04/95 | Шпанија опен, Барселона               | II           | 430000          | земља (от.)  | Ива Мајоли          | 5-7, 6-0, 6-2       |
| 22  | 15/05/95 | Немачка опен, Берлин                  | I            | 806250          | земља (от.)  | Магдалена Малејева  | 6-4, 6-1            |
| 23  | 01/04/96 | Family Circle Mag. Cup, Hilton Head   | I            | 926250          | земља (от.)  | Барбара Паулус      | 6-2, 2-6, 6-2       |
| 24  | 29/04/96 | Турнир у Хамбургу, Хамбург            | II           | 450000          | земља (от.)  | Кончита Мартинез    | 4-6, 7-6, 6-0       |
| 25  | 12/01/98 | Турнир у Сиднеју, Сиднеј              | II           | 342500          | Тврда (от.)  | Винус Вилијамс      | 6-1, 6-3            |
| 26  | 25/05/98 | Роланд Гарос, Париз                   | Гренд слем   | 4105011         | земља (от.)  | Моника Селеш        | 7-6(5), 0-6, 6-2    |
| 27  | 19/04/99 | Dreamland Egypt Classic, Каиро        | III          | 180000          | земља (от.)  | Ирина Спирлеа       | 6-1, 6-0            |
| 28  | 02/04/01 | Порто опен, Порто                     | IV           | 140000          | земља (от.)  | Magüi Serna         | 6-3, 6-1            |
| 29  | 21/05/01 | Шпанија опен, Мадрид                  | III          | 170000          | земља (от.)  | Angeles Montolio    | 7-5, 6-0            |